# 京都市立烏丸中学校
京都市立烏丸中学校（きょうとしりつ からすまちゅうがっこう）は、京都府京都市上京区にある公立中学校である。

## 沿革
- 1935年（昭和10年）5月 - 京都市立第一工業学校が、京都市下京区に移転され、跡地に私立学校の京都烏丸学園が設立。
- 1951年（昭和26年）
  - 3月 - 京都烏丸学園が廃校になり、京都市に移譲。
  - 4月 - 京都市北区出雲路立テ本町にあった京都市立出雲路中学校が京都市立烏丸中学校に改称され、現在地に移転。
  - 10月 - 全校舎改修完了。開校式を挙行。
- 1955年（昭和30年）12月 - 新校舎が竣工。
- 2001年（平成13年）10月 - 給食の開始。